# Quân khu Volga

Vị trí của Quân khu Volga trên bản đồ Liên Xô

Quân khu Volga (tiếng Nga: Приволжский военный округ, ký hiệu PriVO) là một quân khu của Quân đội Liên Xô, một phần của lực lượng dự trữ trung tâm của Quân đội Liên Xô.
Đến năm 1983, Quân khu Volga bao gồm lãnh thổ của các tỉnh và nước cộng hòa tự trị sau: Kuibyshev, Saratov, Ulyanovsk, Penza và Orenburg, Tatar, Bashkir, Chuvash, Mari và Mordovia. Bộ tư lệnh quân khu đóng tại Kuibyshev. Năm 1989, Quân khu Volga được hợp nhất với Quân khu Ural thành Quân khu Volga-Ural (PURVO).